# NGC 3171
NGC 3171 ist eine linsenförmige Galaxie vom Hubble-Typ E-S0 im Sternbild Wasserschlange südlich des Himmelsäquators. Sie ist schätzungsweise 150 Millionen Lichtjahre von der Milchstraße entfernt. Die Entfernungsmessungen basierend auf den Radialgeschwindigkeiten stimmen nicht mit den rotverschiebungsunabhängigen Entfernungsschätzungen von 212 Millionen Lichtjahren überein.
Das Objekt wurde im Jahre 1886 vom US-amerikanischen Astronomen Ormond Stone entdeckt.